# The Numbers (veb-sajt)
The Numbers je veb lokacija sa podacima o filmskoj industriji koja prati prihod od blagajne na sistematski, algoritamski način. Kompanija takođe sprovodi istraživačke usluge i predviđa prihode filmskih projekata.

## Istorija
Sajt je pokrenuo Brus Neš 1997. godine.
Sajt je 21. marta 2020. objavio izjavu da zbog zatvaranja bioskopa usled pandemije COVID-19, „ne očekujemo mnogo izvještavanja na blagajnama u kratkom roku“ i nisu objavili uobičajene dnevne procene blagajne zbog nedostatka podataka od filmskih studija.

## Spoljašnje veze
- Zvanični veb-sajt
- The Numbers Bankability Index